# فيلت أم زونتاغ
صحيفة فيلت أم زونتاغ (بالألمانية: Welt am Sonntag) وتعني العالم يوم الأحد، هي صحيفة أسبوعية إقليمية تصدر كل يوم أحد باللغة الألمانية وتصدرها شركة أكسل شبرينقر التي تتخذ من برلين مقراً رئيسيا لها.
رؤساء تحرير الصحيفة هما كريستوف كيسي ورومانوس أوتي، تنشر الصحيفة تقارير وأخبار مختلفة عن السياسة، والرياضة، والاقتصاد، والمال، والسفر، والثقافة، والمحركات.
لها محررين محليين في كل من برلين، هامبورغ، ميونخ، دوسلدورف.

## وصلات خارجية
- العالم يوم الأحد - جزء من النسخة الإلكترونية من صحيفة العالم